# Complexo Vulcânico de Manadas
O Complexo Vulcânico de Manadas, ilha de São Jorge, Açores é constituído segundo a segundo a Revista de Estudos Açoreanos, Vol. X, Fasc. 1, página. 64 e 65, de Dezembro de 2003. (“…Por alinhamentos de cones de direcção WNW-ESE  e NNW-SSE estratigraficamente mais recentes. Neste contexto,  os  produtos  vulcânicos incluídos neste complexo estão sobrejacentes  aos  do  C. V.  dos Rosais, na zona central da ilha, e a aos do C. V do Topo, na zona da Ribeira Seca (Madeira, 1998).
Os  cones que integram este complexo são predominantemente do tipo estromboliano, embora se constate a presença de dois cones surtseianos. Morro do Lemos e Morro Velho, nos quais se verifica uma palagonitização, em  maior  ou menor grau, dos piroclastos submarinos.  Para além destes cones são visíveis, ainda, alguns alinhamentos de crateras de explosão e cones do tipo tuff ríng resultantes de actividade  freatomagmática (Madeira, 1998). Estes últimos são caracterizados por:
- (l) exibirem uma forma mais ou menos achatada;
- (2) a cratera ser de maiores dimensões e
- (3) os materiais que os constituem serem, predominantemente, da dimensão cinza.

De assinalar, pela sua  singularidade em regiões de vulcanismo básico, o facto de os documentos históricos referirem a ocorrência de fenómenos identificados como "nuvens ardentes" nas erupções de 1580 e 1808 (Fouqué, 1873). Trabalhos de campo levados a efeito no âmbito do projecto "Estudo das Erupções Históricas do Grupo Central - Açores" e que permitiram refinar as  manchas  cartográficas  das erupções ocorridas na ilha do Faial, ilha do Pico, ilha de São Jorge e Terceira (França et al, 2001c), levaram à conclusão da inexistência de qualquer depósito que pudesse ser imputado a um processo correlacionável  com  a  formação  de nuvens ardentes.  No entanto, Madeira (1998) reconheceu depósitos do tipo block and ash escória and ash, formados em tempos geológicos mais recuados (ex. Pico do Montoso e Pico do Carvão)  e  que poderão ter resultado do colapso de cones em condições de instabilidade gravítica. … “)